# Gavião-de-rabo-branco
Bútio-de-cauda-branca ou gavião-de-rabo-branco (Geranoaetus albicaudatus) é uma ave pertencente à ordem Accipitriformes, família Accipitridae, de porte médio para grande, medindo entre 44 e 60 cm, em média. Ocorre, principalmente, no Centro, no Sul e no extremo norte brasileiro.
Também é conhecido como curucuturi, gavião-branco, gavião-de-cauda-branca e gavião-fumaça.

## Características
Trata-se de ave de rapina de porte compacto, com plumagem negro-acinzentada, com exceção do entorno dos olhos, que é branco, e a cauda, que é branca e barrada de preto. Tem o bico negro-acinzentado e o cerume amarelado.

## Subespécies
São reconhecidas três subespécies:
- Geranoaetus albicaudatus albicaudatus (Vieillot, 1816) - ocorre do sudeste do Peru até a Bolívia, no Paraguai, no sudeste do Brasil, no Uruguai e no norte da Argentina.
- Geranoaetus albicaudatus colonus (Berlepsch, 1892) - ocorre nas Antilhas Holandesas e no norte da América do Sul, na bacia do Rio Amazonas.
- Geranoaetus albicaudatus hypospodius (Gurney, 1876) - ocorre do sul dos Estados Unidos da América, no sul do estado do Texas e no noroeste do México até o norte da Colômbia e noroeste da Venezuela.

## Dieta e hábitos predatórios
Alimenta-se de insetos, répteis, mamíferos, anfíbios e até outras aves de menor porte. Também vasculha estradas em busca de animais atropelados.
O gavião-de-rabo-branco é um búteo ou águia-de-asa-redonda e, como todas as aves de rapina assim classificadas (do gênero Buteo), é menos um predador especializado do que um generalista, que se concentra em presas de pequeno tamanho e de fácil captura. Pratica a caça de espreita lançando-se sobre a presa de um galho, tronco, estaca ou mesmo de postes de iluminação. Segundo Helmut Sick, a ave teria evoluído para mimetizar o urubu - com o qual é confundido pelo porte e coloração - o que lhe permitiria aproximar-se de suas presas sem produzir alarme, já que o urubu é um carniceiro estrito que não ataca presas vivas.

## Hábitos
Afronta o vento em voo elástico elegante, pairando com as asas imóveis, movendo apenas as primárias e a cauda para manter o voo. Toma banho de sol arrepiando a plumagem.